# Stratov
Stratov är en ort i Tjeckien.   Den ligger i regionen Mellersta Böhmen, i den centrala delen av landet, 40 km öster om huvudstaden Prag. Stratov ligger 196 meter över havet och antalet invånare är 405.
Terrängen runt Stratov är platt, och sluttar söderut.Runt Stratov är det ganska tätbefolkat, med 58 invånare per kvadratkilometer. Närmaste större samhälle är Milovice, 4,0 km norr om Stratov. Trakten runt Stratov består till största delen av jordbruksmark.